# Karl Anton Franz Donat Heußlein von Eußenheim
Karl Anton Franz Donat Freiherr Heußlein von Eußenheim (* 27. Juli 1756 in Kissingen; † 1803) war ein fränkischer Rittmeister und Hochfürstlich-Würzburgischer Kammerherr.

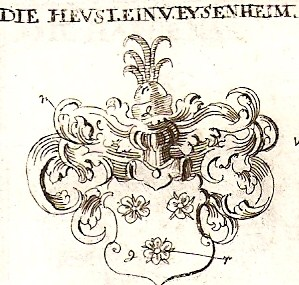
Familienwappen der Heußlein von Eußenheim
(Quelle: Weigelsches Wappenbuch, 1734)

Heußlein von Eußenheim entstammte fränkischem Niederadel Er wurde als Sohn des Heinrich Hartmann Ignaz Donat Freiherr Heußlein von Eußenheim und der Josephine Veronika Johanna von Münster geboren. Durch Nomination des Philipp Rudolf Heinrich von Rotenhan und Kollation des Karl Friedrich Wilhelm von Erthal wurde er am 7. Juli 1772 als Domizellar am Würzburger Dom aufgeschworen. Am 24. Mai 1782 verzichtete er jedoch auf seine Kapitularstelle, desgleichen auf das Kanonikat im Ritterstift Coburg. Wie sein älterer Bruder Franz Anton Donat trat er in den würzburgischen Militärdienst ein, brachte es aber nur zum Rittmeister. Außerdem war er Hochfürstlich-Würzburgischer Kammerherr. Er starb 1803.